# 珀特奥兰治 (佛罗里达州)
珀特奥兰治（英語：Port Orange），是美国佛罗里达州沃盧西亞縣下属的一座城市。建立于1867年。面积约为69.1平方公里（约合26.7平方英里）。根据2010年美国人口普查，该市有人口56,048人。论人口在本州排行第44。